# 198
| [ Edytuj tabelę ] |                            |
| Cesarz Chin       | - 189 Han Xiandi 220       |
| Władca Korei      | - 197 Sansang 227          |
| Papież            | - 189 Wiktor I 199         |
| Król Partów       | - 191 Wologazes V 208      |
| Cesarz Rzymu      | - 193 Septymiusz Sewer 211 |

Rok 198 / CXCVIII
stulecia: I wiek ~
II wiek ~
III wiek

lata: 188 «
193 «
194 «
195 «
196 «
197 «
198
» 199
» 200
» 201
» 202
» 203
» 208

## Wydarzenia
- Afryka
  - utworzenie prowincji Numidia z części prowincji Africa
  - wojska rzymskie zdobyły i zniszczyły Seleucję w trakcie wojny z Partami (197-199)